# Валеш (Валпасуш)
Валеш (порт. Vales) — район (фрегезия) в Португалии, входит в округ Вила-Реал. Является составной частью муниципалитета Валпасуш. По старому административному делению входил в провинцию Траз-уж-Монтиш и Алту-Дору. Входит в экономико-статистический субрегион Алту-Траз-уш-Монтеш, который входит в Северный регион. Население составляет 337 человек на 2001 год. Занимает площадь 22,26 км².
Покровителем района считается Николай Чудотворец (порт. S. Nicolau).